# 经验品
经验品（Experience good），在经济学中，是指一类产品或服务的特征只有可以在购买之后，才可以通过观察判断品質和特征。比如饮食、理发、美容、演唱会等。
根据飞利浦·尼尔森（Phillip Jacob Nelson）的分类学，其与搜寻品（Search good）、后经验品（post-experience good）相区别，此类区分可以从理论上根据商品的特征，反映出信息不对称和市场的失灵。

## 延伸阅读
- Luis M. B. Cabral: Introduction to Industrial Organisation, Massachusetts Institute of Technology Press, 2000, page 223. ISBN 0-262-03286-4
- Philip Nelson, "Information and Consumer Behavior", 78 Journal of Political Economy 311, 312 (1970).